# New Cuyama
New Cuyama est une census-designated place du comté de Santa Barbara, dans l'État de Californie, aux États-Unis,. En 2020, elle compte une population de 542 habitants.